# Castela-a-Velha
Castela-a-Velha (em castelhano: Castilla la Vieja) foi uma das antigas subdivisões administrativas nas quais se dividia Espanha antes do regime atual das autonomias. Oficialmente criada com a divisão provincial de 1833, correspondia à zona norte da antiga Coroa de Castela, a norte do Sistema Central. Foi oficialmente extinta em 23 de fevereiro de 1983. O termo "a Velha" distingue-a da região histórica de Castela-a-Nova.
Ainda que as suas fronteiras variassem ao longo do tempo, durante a maior parte da sua existência, o seu território correspondia a grande parte da atual comunidade autónoma de Castela e Leão (províncias de Ávila, Burgos, Palência, Segóvia, Sória e Valladolid) e à totalidade das comunidades autónomas da Cantábria e da Rioja. Foi reconhecida oficialmente pela primeira vez na Constituição Espanhola de 1812.